# Луций Сей Страбон
Луций Сей Страбон (на латински: Lucius Seius Strabo; * около 46 пр.н.е., Волсинии нови, днес Болсена) e римски конник от Волсинии нови в Ертрурия, който заема най-виши служби по времето на императорите Август и Тиберий.

## Биография
Той произлиза от семейството Сеии от конническото съсловие и е син на Марк Сей Страбон и Теренция, сестра на Авъл Теренций Варон Мурена.
Сей Страбон е женен първо за Елия, дъщеря на Квинт Елий Туберон. Така фамилията Сеии се сродява с фамилията Елии. С нея има син Луций Сей Туберон (суфектконсул 18 г.).
С втората си съпруга Коскония Галита има син Луций Сей (Луций Елий Сеян) (консул 31 г.), който е осиновен от роднината му Секст Елий Кат (затова промяната на името му на Сеян) и става брат на Елия Петина, втората съпруга на по-късния император Клавдий. Елия Петина живее след смъртта на баща ѝ при Сей Страбон.
Сей Страбон става преториански префект, първо сам, а през 14 г. заедно със сина си Сеян. През 14 – 15 или 16 г. е управител на Египет (praefectus Aegypti).